# Спекулативна литература
Спекулативна литература (на английски: „speculative fiction“, букв. спекулативна фикция) е термин в теория на литературата, обхващащ няколко жанра на литературата, и по-конкретно романовостта, конкретно научна фантастика, фентъзи, ужаси (хорър), за духове, за свръхестествени явления, за супергерои, утопична и дистопийна фантастика, апокалиптична и постапокалиптична фантастика и алтернативна история в литературата, както и свързани статични, кинематографични и визуални изкуства, които имат спорен или спекулативен характер, а често издават ниско качество на този тип литература, извънканоничност и прочее. Този термин – синоним за „фантастика“ на български.
Спекулативната фикция може да се проследи още от древността, например в Медея и, разбира се, до днешните жанрове на спекулативната фантастика.